# 점심

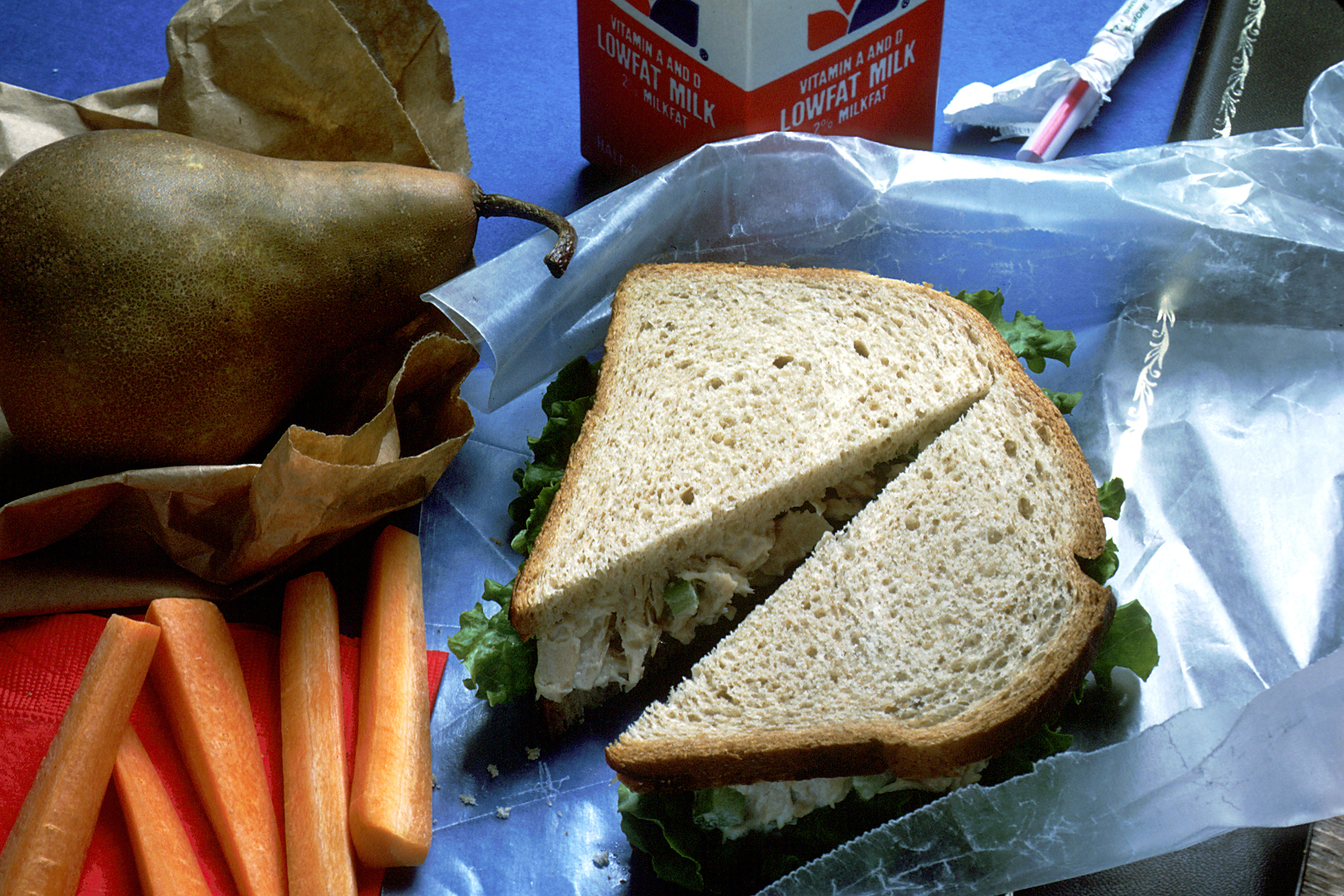
치킨 샐러드 샌드위치, 배, 썬 당근, 우유가 모여 있는 점심

점심(點心), 점심밥(點心-), 또는 점심 식사(點心食事)는 낮에 끼니로 먹는 식사이다. 오반(午飯), 오찬(午餐), 주식(晝食), 주찬(晝餐), 중반(中飯), 중식(中食)으로도 부른다.

## 식사
점심을 위한 음식은 다양하며 많은 사람들은 학교나 노동 환경에서 점심을 먹는다. 회사와 학교에서는 보통 하루 중간에 점심 시간을 1시간 정도 제공한다. 하지만 프랑스의 경우는 식사 문화 때문에 점심 시간이 무려 2시간이 넘는다. 일부 회사나 학교는 셀프 서비스 식당을 제공한다. 또, 일부 장소에서는 식당 가까이에서 쉽게 먹을 수 있다. 이러한 편의가 주어지지 않는다면 점심을 하루 중 기본 식사로 충당하는 것은 현실적으로 가능하지 않다. 이러한 경우 상대적으로 단순한 음식을 도시락 상자에 담아 학교나 일터로 가져간다. 대부분의 장소에서는 점심을 배달하는 트럭이 존재한다.

## 다른 언어
- 한국에서 점심은 낮의 시간대를 뜻하기도 한다.
- 중국에서의 점심은 원래 마음에 찍는 점 한 개를 의미하는 가벼운 식사를 의미했었다.
- 프랑스의 중식은 déjeuner라고 부르며, 낮 12시부터 오후 2시 사이에 먹는 식사를 가리킨다. 프랑스 남부의 주 요리이다.
- 아랍인들은 ghada라고 하며, 오후 2시부터 오후 4시 사이에 먹는다.
- 포르투갈에서는 almoço라고 한다. 런치 lanche라는 낱말은 낮 차를 일컫는다.
- 베트남에서는 điểm tâm 라고 하며, 아침 식사를 의미한다. 어원은 중국어.

## 같이 보기
- 아침
- 저녁
- 야식